# Ligne 4 du métro de Santiago
Pour les articles homonymes, voir Ligne 4.
La ligne 4 du métro de Santiago est une ligne nord-sud du réseau du métro de Santiago. Elle est située dans la ville de Santiago au Chili.
Elle comporte vingt-trois stations réparties sur vingt-quatre kilomètres.

## Plan de la ligne

Plan de la ligne 4 du métro de Santiago.

## Historique

### Chronologie
Mises en service :
- 30 novembre 2005 : 7,7 km, de Tobalaba à Grecia,
- 30 novembre 2005 : 10,9 km, de Vicente Valdés à Plaza de Puente Alto,
- 2 mars 2006 : 6,1 km, de Grecia à Vicente Valdés,
- 5 novembre 2009 : ajout de la station San José de la Estrella.

### Histoire
Le projet de création d'une ligne 4 est annoncé le 23 mai 2001 par le gouvernement.

## Caractéristiques

### Stations
|  |   |  | Station                   | Type        | Commune                             | Correspondances |
|  | - |  | ------------------------- | ----------- | ----------------------------------- | --------------- |
|  | ■ |  | Tobalaba                  | Souterraine | Providencia et Las Condes           |                 |
|  | o |  | Cristóbal Colón           | Souterraine | Providencia et Las Condes           |                 |
|  | o |  | Francisco Bilbao          | Souterraine | Providencia, Las Condes et La Reina |                 |
|  | o |  | Príncipe de Gales         | Souterraine | La Reina et Ñuñoa                   |                 |
|  | o |  | Simón Bolívar             | Souterraine | La Reina et Ñuñoa                   |                 |
|  | ■ |  | Plaza Egaña               | Souterraine | La Reina et Ñuñoa                   |                 |
|  | o |  | Los Orientales            | Souterraine | Peñalolén et Ñuñoa                  |                 |
|  | o |  | Grecia                    | Souterraine | Peñalolén, Ñuñoa et Macul           |                 |
|  | o |  | Los Presidentes           | Surface     | Peñalolén et Macul                  |                 |
|  | o |  | Quilín                    | Surface     | Peñalolén et Macul                  |                 |
|  | o |  | Las Torres                | Surface     | Peñalolén et Macul                  |                 |
|  | ■ |  | Macul                     | Surface     | La Florida, Peñalolén et Macul      |                 |
|  | ■ |  | Vicuña Mackenna           | Souterraine | La Florida                          |                 |
|  | ■ |  | Vicente Valdés            | Souterraine | La Florida                          |                 |
|  | o |  | Rojas Magallanes          | Aérienne    | La Florida                          |                 |
|  | o |  | Trinidad                  | Aérienne    | La Florida                          |                 |
|  | o |  | San José de la Estrella   | Aérienne    | La Florida                          |                 |
|  | o |  | Los Quillayes             | Aérienne    | La Florida                          |                 |
|  | o |  | Elisa Correa              | Aérienne    | Puente Alto                         |                 |
|  | o |  | Hospital Sótero del Río   | Aérienne    | Puente Alto                         |                 |
|  | o |  | Protectora de la Infancia | Aérienne    | Puente Alto                         |                 |
|  | o |  | Las Mercedes              | Souterraine | Puente Alto                         |                 |
|  | ■ |  | Plaza de Puente Alto      | Souterraine | Puente Alto                         |                 |

## Exploitation
La ligne est exploitée avec des rames de type AS-2002 (es), à trois voitures, construites par Alstom. Aux heures de pointe les rames sont couplées par deux pour permettre une desserte à six voitures.

## Projet
Il est prévu de prolonger la ligne de Plaza de Puente Alto à Bajos de Mena, vers 2028.